# Berg (Neeroeteren)
Berg (ook: Op-den-Berg) is een gehucht dat zich ten westen van Neeroeteren bevindt. Het ligt echter aan de andere zijde van de Zuid-Willemsvaart, tussen Neeroeteren en Opoeteren.
Berg en het nabijgelegen gehucht Waterloos zijn door lintbebouwing min of meer aan elkaar vastgegroeid en vormen samen één parochie, met de Onze-Lieve-Vrouw Hulp der Christenenkerk als gemeenschappelijk kerkgebouw, zie daartoe het lemma Waterloos.
Langs Berg stroomt de Bosbeek, waarop zich nabij Berg twee watermolens bevinden: De Leverenmolen en de Volmolen.
Deelgemeenten: Maaseik · Neeroeteren · Opoeteren

Overige kernen: Aldeneik · Berg · De Riet · Dorne · Heppeneert · Gremelslo · Schootsheide · Siemkensheuvel · 't Ven · Voorshoven · Waterloos · Wurfeld

Belgische gemeenten · Arrondissement Maaseik · Limburg · Vlaanderen